# Боснія і Герцеговина на зимових Олімпійських іграх 2022
Боснія і Герцеговина взяла участь у зимових Олімпійських іграх 2022, що тривали з 4 до 20 лютого в Пекіні (Китай).
Збірна Боснії і Герцеговини складалася з шести спортсменів (по три кожної статі), що змагалися в трьох видах спорту. Ельведіна Музаферія і Мірза Ніколаєв несли прапор своєї країни на церемонії відкриття. А нести прапор на церемонії закриття доручили Страхіні Кріку.

## Спортсмени
Кількість спортсменів, що взяли участь в Іграх, за видами спорту.
| Вид спорту          | Чоловіки | Жінки | Загалом |
| ------------------- | -------- | ----- | ------- |
| Гірськолижний спорт | 1        | 2     | 3       |
| Лижні перегони      | 1        | 1     | 2       |
| Санний спорт        | 1        | 0     | 1       |
| Загалом             | 3        | 3     | 6       |

## Гірськолижний спорт
Від Боснії і Герцеговини на ігри кваліфікувалися один гірськолижник і одна гірськолижниця, що відповідали базовому кваліфікаційному критерію, а ще країна отримала одне квотне місце для жінки під час перерозподілу квот.
| Спортсмен           | Дисципліна                    | 1-й спуск | 1-й спуск | 2-й спуск    | 2-й спуск    | Сума         | Сума         |
| Спортсмен           | Дисципліна                    | Час       | Місце     | Час          | Місце        | Час          | Місце        |
| ------------------- | ----------------------------- | --------- | --------- | ------------ | ------------ | ------------ | ------------ |
| Емір Локмич         | Гігантський слалом (чоловіки) | 1:08.00   | 29        | НФ           | НФ           | НФ           | НФ           |
| Емір Локмич         | Слалом (чоловіки)             | 58.86     | 35        | 53.94        | 27           | 1:52.80      | 27           |
| Есма Алич           | Гігантський слалом (жінки)    | ДСК       | ДСК       | Не потрапила | Не потрапила | Не потрапила | Не потрапила |
| Есма Алич           | Слалом (жінки)                | 1:01.72   | 50        | 1:02.93      | 45           | 2:04.65      | 45           |
| Ельведіна Музаферія | Комбінація (жінки)            | 1:35.89   | 20        | НФ           | НФ           | НФ           | НФ           |
| Ельведіна Музаферія | Швидкісний спуск (жінки)      | Н/Д       | Н/Д       | Н/Д          | Н/Д          | НФ           | НФ           |
| Ельведіна Музаферія | Супергігант (жінки)           | Н/Д       | Н/Д       | Н/Д          | Н/Д          | 1:15.79      | 25           |

## Лижні перегони
Від Боснії і Герцеговини на Ігри кваліфікувалися один лижник і одна лижниця, що відповідали базовому кваліфікаційному критерію.
Дистанційні перегони
| Спортсмен     | Дисципліна                        | Час       | Відставання | Місце |
| ------------- | --------------------------------- | --------- | ----------- | ----- |
| Страхіня Ерік | 15 км класичним стилем (чоловіки) | 48:38.3   | +10:43.5    | 87    |
| Страхіня Ерік | 50 км вільним стилем (чоловіки)   | 1:21:07.6 | +9:34.9     | 52    |
| Саня Кусмук   | 30 км вільним стилем (жінки)      | НС        | НС          | НС    |

Спринт
| Спортсмен     | Дисципліна        | Кваліфікація | Кваліфікація | Чвертьфінал  | Чвертьфінал  | Півфінал     | Півфінал     | Фінал        | Фінал        |
| Спортсмен     | Дисципліна        | Час          | Місце        | Час          | Місце        | Час          | Місце        | Час          | Місце        |
| ------------- | ----------------- | ------------ | ------------ | ------------ | ------------ | ------------ | ------------ | ------------ | ------------ |
| Страхіня Ерік | Спринт (чоловіки) | 3:03.05      | 59           | Не потрапив  | Не потрапив  | Не потрапив  | Не потрапив  | Не потрапив  | Не потрапив  |
| Саня Кусмук   | Спринт (жінки)    | 4:27.99      | 90           | Не потрапила | Не потрапила | Не потрапила | Не потрапила | Не потрапила | Не потрапила |

## Санний спорт
Завдяки результатам у Кубку світу 2021–2022 від Боснії і Герцеговини кваліфікувався один санкар.
| Спортсмен      | Дисципліна                | 1-й заїзд | 1-й заїзд | 2-й заїзд | 2-й заїзд | 3-й заїзд | 3-й заїзд | 4-й заїзд   | 4-й заїзд   | Сума     | Сума  |
| Спортсмен      | Дисципліна                | Час       | Місце     | Час       | Місце     | Час       | Місце     | Час         | Місце       | Час      | Місце |
| -------------- | ------------------------- | --------- | --------- | --------- | --------- | --------- | --------- | ----------- | ----------- | -------- | ----- |
| Мірза Ніколаєв | Одномісні сани (чоловіки) | 1:01.667  | 33        | 1:02.507  | 34        | 1:01.175  | 33        | Не потрапив | Не потрапив | 3:05.349 | 34    |